# Ritva Arvelo
Ritva Arvelo (11 de marzo de 1921 – 26 de octubre de 2013) fue una actriz, directora, guionista y profesora de danza de nacionalidad finlandesa. 

## Biografía
Su nombre completo era Ritva Helinä Arvelo, y nació en Helsinki, Finlandia, siendo sus padres Armas Pietari Arvelo y Lempi Lehtiö. Arvelo formó parte del primer curso de la Academia de Teatro de la Universidad de las Artes de Helsinki en 1943, y se graduó en filología románica en la Universidad de Helsinki. Además, en los años 1940 fue bailarina de la formación de Maggie Gripenberg, galardonada internacionalmente, y trabajó como modelo para salones de la moda de Helsinki.  
Arvelo fue actriz en el Teatro Nacional de Finlandia, además de trabajar como directora en el Helsingin Työväen Teatteri y en el Intimiteatteri. En esta faceta adaptó dramas europeos modernos así como musicales estadounidenses y obras teatrales francesas. En 1961 fue también cofundadora, junto a Raija Riikkala, del grupo de danza Praesens, del cual fue directora. En 1968 publicó Teatterimme umpihaude, un libro sobre teatro editado por Kansankulttuuri. 
Como actriz cinematográfica, actuó en películas como Radio tekee murron (1951), Radio tulee hulluksi (1952), Suopursu kukkii (1947), Kilroy sen teki (1948), Kultamitalivaimo (1947) y Kesäkapina (1970). Tras unos años alejada del cine, en la década de 1980 volvió a actuar para la gran pantalla, siendo algunas de sus películas Rakkauselokuva (1984, de Anssi Mänttäri), Palava enkeli (1984, de Lauri Törhönen) y Näkemiin, hyvästi (1986).
Arvelo fue también directora cinematográfica y televisiva. En 1961 realizó el film basado en una obra teatral de Maria Jotuni Kultainen vasikka, convirtiéndose así en la cuarta mujer directora de la historia del cine finlandés. Fue la única película que dirigió, aunque sí realizó varias producciones televisivas.
Además de actriz y directora, Arvelo escribió varios guiones cinematográficos y televisivos. Trabajó en los diálogos de las películas de Matti Kassila Syntipukki (1957) y Kuriton sukupolvi (1957). Así mismo, escribió el guion de su única cinta como directora, Kultainen vasikka.
Por razones de índole personal decidió retirarse totalmente de la industria del entretenimiento y de la publicidad a mediados de los años 1980. Como premio a su trayectoria artística, en el año 1973 recibió la Medalla Pro Finlandia.
Arvelo estuvo casada con los actores Matti Oravisto y Heikki Savolainen. Con Oravisto tuvo dos hijos, Meri (12 de abril de 1949–19 de agosto de 1980) y Hannu (1951), y con Savolainen tuvo a Satu (1958). Meri Oravisto fue la protagonista de Pilvilinna (1970), y Hannu Oravisto uno de los protagonistas de Kesäkapina. 
Ritva Arvelo falleció en Helsinki en el año 2013.

## Filmografía
- 1945 : Valkoisen neilikan velho (actriz)
- 1945 : Suviyön salaisuus (actriz)
- 1946 : Menneisyyden varjo (actriz)
- 1947 : Suopursu kukkii (actriz)
- 1947 : Kultamitalivaimo (actriz)
- 1948 : Kilroy sen teki (actriz)
- 1951 : Radio tekee murron (actriz)
- 1952 : Radio tulee hulluksi (actriz)
- 1957 : Syntipukki (guionista junto a Matti Kassila y Hannes Häyrinen
- 1957 : Kuriton sukupolvi (guionista)
- 1961 : Kultainen vasikka (directora y guionista)
- 1970 : Kesäkapina (actriz)
- 1984 : Rakkauselokuva (actriz)
- 1984 : Palava enkeli (actriz)
- 1986 : Näkemiin, hyvästi (actriz)